# Lijst van begraafplaatsen in Haarlem
De gemeente Haarlem kent de volgende begraafplaatsen, waarvan drie door de gemeente worden beheerd:
Gemeente Haarlem
- Begraafplaats Kleverlaan
- Begraafplaats Akendam
- Begraafplaats St. Jozef

Particulier
- Joodse begraafplaats Amsterdamsevaart
- Begraafplaats St Barbara (Katholiek)
- Begraafplaats Protestantse Gemeente te Haarlem-Noord en Spaarndam

Gesloten en of geruimd
- St. Gangolfskerkhof
- Noorderkerkhof ook wel De Punt genoemd
- Zuiderkerkhof
- Algemene Begraafplaats van Haarlemmerliede en Spaarnwoude
- Joodse begraafplaats op het Prinsen Bolwerk

## Geschiedenis
De stad Haarlem is rond 1200 ontstaan op een zandrug van de duinen die hier ooit waren gelegen. De eerste vermelding van een kerkhof of begraafplaats is het Oude Kerkhof achter de Grote of St.-Bavokerk in de binnenstad van Haarlem. Ook de Botermarkt was ooit in gebruik als begraafplaats: hier lag het Gasthuiskerkhof of St. Gangolfskerkhof van het Oude of St. Gangolfsgasthuis.
In 1828 werd de Algemene Begraafplaats Kleverlaan ontworpen door de landschapsarchitect Jan David Zocher. Deze begraafplaats ligt langs de Rijksstraatweg en de Kleverlaan.
Het zogenaamde Verdronken Kerkhof lag oorspronkelijk in de gemeente Haarlemmerliede en Spaarnwoude. Later kwam de locatie van deze begraafplaats binnen de gemeentegrenzen van Haarlem te liggen.

## Joodse Begraafplaatsen
Net buiten de stadswallen was er op het bolwerk sinds 1770 de Joodse begraafplaats. In 1933 werd deze begraafplaats gesloten en werden joden begraven op de Joodse begraafplaats, dat onderdeel was van de Begraafplaats Kleverlaan. Sinds 1877 ligt de Joodse begraafplaats van Haarlem langs de Amsterdamsevaart in Haarlem-Oost aan de rand van Parkwijk. In 1960 werd de Joodse begraafplaats op het Prinsen Bolwerk geruimd om plaats te maken voor een appartementencomplex aldaar.